# 高長恭

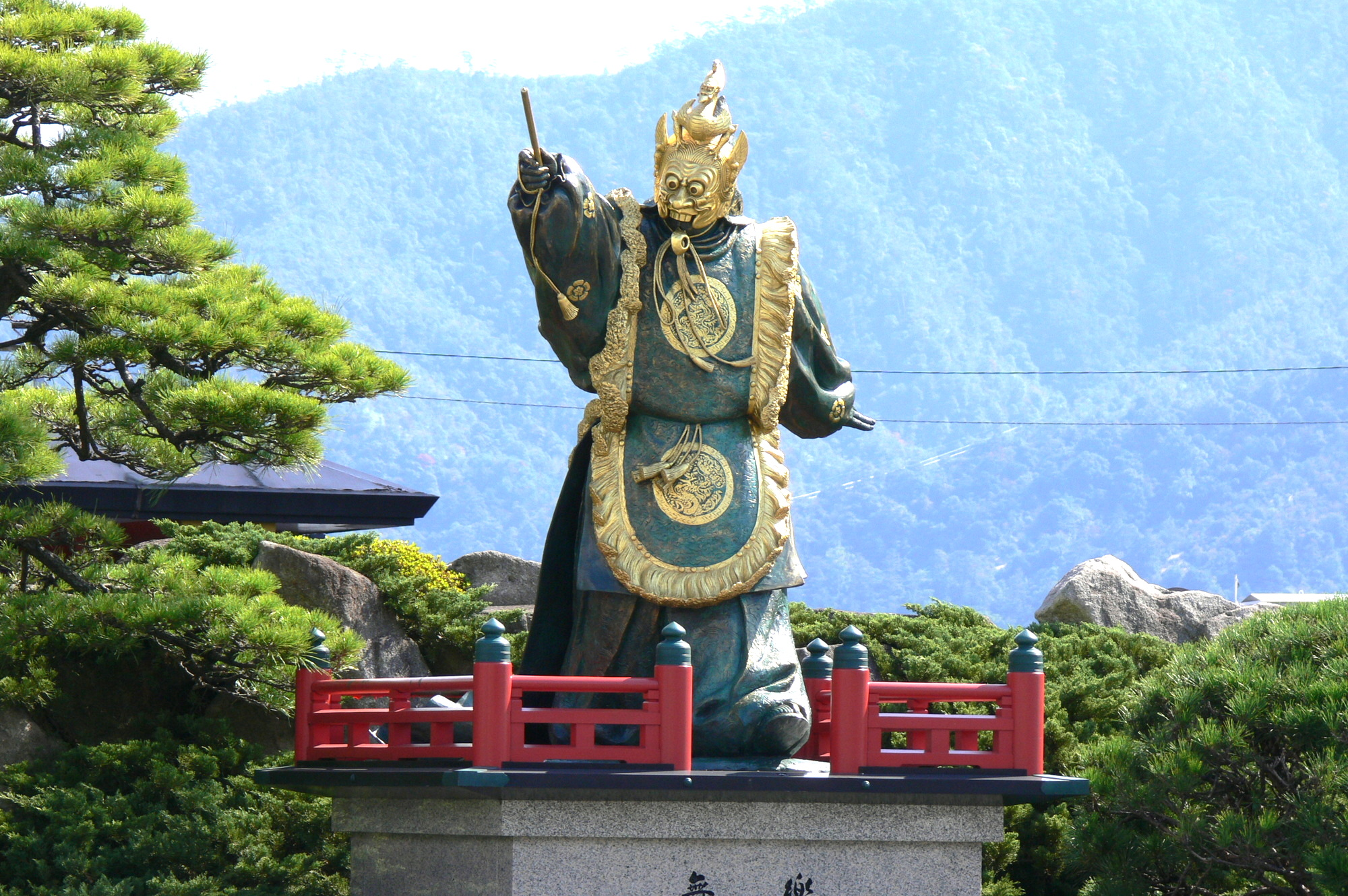
日本宫岛神社供奉的兰陵王

高長恭（541年？—573年6月16日至573年7月14日之间），名肃，一名孝瓘，字長恭，以字行，勃海郡蓨县（今河北省衡水市景县）人，追尊齐神武帝高歡之孫，追尊齊文襄帝高澄第三子，生母不详，北齐宗室、官员，因曾受封兰陵郡王，後人尊稱「蘭陵王」。

## 行第
《北齐书》和《北史》的高长恭本传中，都称他是高澄第四子。但高长恭的碑文中却称他是高澄第三子，这与《北齐书》、《北史》中高长恭受封兰陵王时记载的行第一致，邯郸市文物研究所副所长马忠理据此推断高长恭实际是高澄的第三子。关于高长恭行第存在矛盾的情况，马忠理指出齐武成帝高湛的长子和次子同日而生，弘德李夫人所生高绰比胡皇后所生高纬早两个时辰，但高湛以高绰之母不是嫡妻为由，将高绰贬为次子。高澄第五子高延宗之母陈氏身为广阳王家妓都被史书记载，高长恭之母却没有记载姓氏，高长恭之母肯定比李夫人甚至广阳王妓地位还低下，而在541年生下高孝琬的却是高澄的嫡妻元氏，为东魏皇帝元善见的姐姐，高孝琬出生时，元善见亲临高澄府邸看望外甥并大加封赏。这与高绰、高纬兄弟长兄被贬为二弟的情况非常类似，正是《北齐书》中高长恭是三兄或四弟记载矛盾的根源所在，而高长恭的行第，应以碑文“第三子”为是。

## 生平

### 早年
天保八年（557年），高长恭以通直散骑侍郎为起家官，天保九年（558年），高长恭获封乐城县开国公，食邑八百户。天保十年（559年），高长恭加仪同三司，同年升上仪同三司，以本官代理肆州刺史，又升任仪同三师。乾明元年（560年），高长恭出任领左右大将军，增加食邑一千户，当年三月壬申（560年5月1日），高长恭被封为兰陵郡王。皇建元年（560年），高长恭增加食邑总计一千五百户，转任中领军，加开府仪同三司。齐武成帝高湛登基，高长恭出任使持节、都督并州诸军事、并州刺史，其余官职如故。太宁二年（562年），高长恭别封钜鹿郡开国公，食邑一千户，晋升领军将军。突厥攻入晋阳，高长恭尽力反击。

### 邙山之战
河清三年（564年）十一月，北周进攻洛阳，十二月，北齐派遣高长恭和大将军斛律光前往洛阳援救，齐军驻扎在邙山下，因为畏惧周军强盛，齐军不敢进军。北齐并州刺史、平原王段韶从晋阳前往战场，十二月壬戌（565年1月25日），段韶到达洛阳，与北齐将军们登上邙阪，观察周军形势。齐军在太和谷与周军遭遇，齐军结为战阵严阵以待，段韶统帅左军，高长恭统帅中军，斛律光统帅右军。高长恭带领五百骑兵两次冲进北周军中，于是抵达金墉城下，当时金墉城被围困非常紧急，城上守军认不出高长恭，高长恭脱下面具露出面孔，金墉城中于是派出弩兵救援高长恭，围困城池的周军撤走，从邙山到穀水，三十里中北周的军械物资塞满了山川河流，北齐取得邙山大捷。北齐武士一起唱歌称颂高长恭，就是《兰陵王入阵曲》。高长恭从邙山凯旋后，自我陈述军阵形势，兄弟们都赞叹高长恭，只有高长恭的五弟高延宗说：“哥哥不是大丈夫，为什么不乘胜前进？如果我高延宗遇到这种形势，关西的北周怎么可能还存在！”

### 任官征战
河清三年十二月己巳（565年2月1日），高长恭出任尚书令。天统二年（566年）四月，高长恭出任司州牧。天统三年（567年），高长恭出任使持节、都督青州诸军事、青州刺史，天统五年（569年），转任瀛州刺史，在任内多次收受贿赂。天统五年十二月庚午（570年1月7日），开府仪同三司高长恭再度出任尚书令。武平元年七月甲寅（570年8月19日），高长恭出任录尚书事。武平二年二月壬寅（571年4月4日），高长恭出任太尉。
武平二年三月，北周齐国公宇文宪从龙门渡过黄河进攻北齐，北齐派遣太宰段韶、右丞相斛律光和高长恭一起前往防御。三月底，齐军抵达西部边境，进攻柏谷城，攻克后返回。
武平二年五月，北周晋公宇文护派中外府参军郭荣在姚襄城南、定阳城西修筑城池。段韶和高长恭率领大军前来，宇文宪命令将士布阵迎敌。北周大将军韩欢被齐军偷袭，在姚襄城被流箭射中，于是奔走撤退，宇文宪亲自督战，齐军稍微退却，正好遇到太阳下山，双方各自撤退回营 。六月，段韶包围定阳城，北周汾州刺史杨敷坚守而未能攻克。段韶急切进攻，屠杀定阳的外城。当时段韶生病，他对高长恭说：“这座城的三面都有两道水沟，都没有可走的路。只担心恐怕东南一条路，贼寇一定会从这里出来。应当挑选精兵专门防守此路，这样一定能捉住他们。”高长恭就派一千多名壮士埋伏在东南涧口。定阳城中的粮食耗尽，宇文宪统帅所有部队去救援，因为忌惮段韶不敢前进。杨敷率领士兵乘夜突围，高长恭的伏兵攻击后将他们全部俘虏。六月乙巳（571年8月5日），北齐夺取了北周的汾州和姚襄城，只有郭荣所筑的城得以保全。高长恭因为前后战功另外受封长乐郡公、乐平郡公、高阳郡公等郡公。
武平三年八月庚寅（572年9月13日），高长恭出任大司马。武平四年四月戊午（573年6月8日），高长恭出任太保。

### 去世
邙山大捷后，高纬对高长恭说：“衝入敌阵太深，失利后悔就来不及了。”高长恭回答说：“家事关系密切，不自觉就这样了。”高纬嫌弃高长恭自称是家事，于是猜忌他。等到高长恭代替段韶都督各路军队进攻定阳，高长恭很是收受贿赂，他的下属尉相愿说：“王既然受到朝廷的委托，为什么变得如此贪婪残忍？”高长恭没有回答。尉相愿说：“难道不是因为邙山大捷，您担心权势压力受到猜忌，想要自我玷污？”高长恭说：“是的。”尉相愿说：“朝廷如果猜忌您，就会用这贪污受贿的事情来定罪惩罚，您想求福反而会加速祸患的到来。”高长恭哭泣留下眼泪，屈膝向前请求尉相愿给以保全性命的办法。尉相愿说：“王先前有功，现在又报告打胜仗，声威很大，应该托病在家，不要参与政事。”高长恭认为尉相愿说的有理，但没能离开职守。等到长江淮河一带受到侵犯，高长恭担心再度担任将领，叹息说：“我去年脸肿，今年病情为什么不发作？”高长恭从此有病也不治疗。武平四年（573年）五月，齐后主派遣徐之范送给高长恭毒药让他喝下去。高长恭对王妃郑氏说：“我忠心侍奉皇上，何尝辜负苍天，却遭受鸩毒。”郑妃说：“为何不请求见皇上。”高长恭说：“皇上怎么能够见到。”高长恭于是喝下毒药死去，北齐追赠假黄钺、使持节并青瀛定五州诸军事、录尚书事、太师、太尉公、并州刺史，谥号忠武。武平五年五月十二日（574年6月16日）葬于邺城西北十五里。

## 考证
《北齐书》记载在邙山之战后，高纬曾对高长恭说：“衝入敌阵太深，失利后悔就来不及了。”高长恭回答说：“家事关系密切，不自觉就这样了。”高纬嫌弃高长恭自称是家事，于是猜忌他。司马光认为邙山之战发生在河清三年，当时高纬虚龄九岁，尚未即位为皇帝，为何有这种发问，而且称“家事”又为什么会导致受到猜忌，所以司马光没有信从《北齐书》该条记载。

## 其他
北齐诸王选拔封国臣属和幕府部下，大多选取富商子弟、架鹰牵狗的年轻人，只有襄城王高淯、广宁王高孝珩和高长恭等人招引有文才学问高洁有见识的人，在当时受到称赞。
高长恭相貌柔和，内心豪壮，声音容貌都很美，白皙如同女子，擅长武艺，自认为不足以震慑敌人，于是刻木做成假面具，带着面具上阵迎敌。
高长恭有奇巧的构思，制做了跳舞的胡人男子傀儡。高长恭想要劝谁喝酒，胡人男子就捧酒杯向他作揖，人们不知道其中的原理  。
高长恭担任将领亲自处理琐碎的事务，每次得到甜美的食物，即便是一个瓜几只果，一定和将士们分享。当初在瀛洲，行参军阳士深上表列举高长恭收受的赃物，高长恭被免官。等到高长恭讨伐定阳，阳士深在军中，担心会受到灾祸。高长恭听说后：“我本来没有这个意思。”于是寻找阳士深的小过失，打了阳士深二十棍让他安心。高长恭有次入朝而仆从都散去了，只剩下一个人，高长恭独自回朝，没有谴责和处罚任何人。齐武成帝奖赏高长恭的功劳，命令贾护为他买妾二十人，高长恭只接受一人。高长恭有一千金的债券，临死那天把债券全烧了。
高长恭死后，王妃郑氏将颈珠施舍给佛门，高长恭的二哥广宁王高孝珩派人将它赎了回来。高延宗亲自写信规劝，眼泪洒满信纸。
高长恭是一名佛教徒。

## 兰陵王入阵曲
《兰陵王入阵曲》，又名《大面》，是邙山之战后北齐人歌颂高长恭所创作的舞乐，效仿高长恭指挥作战、用武器刺杀敌人的姿态。兰陵王入阵曲在唐朝发展为歌舞戏，唐玄宗李隆基在皇宫中设置教坊，来演奏兰陵王入阵曲。

## 后裔
1996年冬，洛阳龙门石窟研究所研究员王振国在龙门石窟万佛洞调查时发现一座地藏菩萨和观音菩萨的像龛，位于万佛洞主室前壁右上方窟门右上角，像龛距地面4.3米，龛下壁造像题记宽19厘米，高18厘米，楷书7行，记47字，为高长恭之孙高元简为母亲赵氏建造。

## 碑铭
高长恭碑于光绪二十年（1894年）由磁州知州裴敏中挖出，今立于河北省邯郸市磁县南刘庄村东路口。碑为青石雕成，龟座，碑首与碑身为一石，总高4.10米，碑圭额镌阳文四行16篆字“齐故假黄钺太师太尉公兰陵忠武王碑”。碑阴圭额镌高长恭五弟高延宗兴感诗一首
五言、王、第五弟太尉公安德王经墓兴感：

夜台长自寂，泉门无复明。

独有鱼山树，郁郁向西倾。

睹物令人感，目极使魂惊。

望碑遥堕泪，轼墓转伤情。

轩丘终见毁，千秋空建名。

碑身碑阳勒18行，每行36字，隶书，共镌刻646字。碑阴风化过甚，但仍可看出共镌刻26行，满行52字，除空格16字，碑阴刻字为1336字。全碑刻文2064字。
王讳肃，字长恭，勃海蓨人，高祖神武皇帝之孙，世宗文襄皇帝之第三子也。神则龙首，元火师而成帝，兵称虎翼，拧水母而称雄。王命守巨宝，惟卿族均大。名而复始，逾盛德之后昆。抚天潢而焕落，临地轴而彪明，祝祭孔明，史词无愧。王应含宝之粹气，体连譬之英精，风调开爽，器彩韶澈，譬兹珎不跨，玄指而扬荣，若彼高鸿，摩天霄而远翥。天保八年，起家通直散骑侍郎。王满观兵，实惟绮岁，扶风待谓，兆复黄中，落甚不明，虽容顾问，慽兴恒贯，伦望允归。九年封乐城县开国公，食邑八百户。爰应利建，选荒邑社，求带厉之书．荷山川之锡。十年，除仪同三司。象服画龙，辎车倚厩，既钟犹子之爱，亦惟尚德之无。其年，进上仪同三司。游息锦组之味，云月沛辅，推其对易，准安耻其传骚。石岭外河，地穷虞汉，紫津玄塞，闭以边营，刃以屡惊。桔槔时动，将循条务，良在懿亲。仍以本官行肆州事。王少览治章，北闲敕术，东经期乃，复著民谣。又进仪同三师。乾明元年，除领左右大将军，增邑一千户。陟降朱墀，统兹近习，去来青屋，勤深卫奉。其年三月，封徐州兰陵郡王。逾往上乘，更踈高宫，响白京而洧钺，振绦绶而交彩。皇建元年，增邑通前一千五百户，转中领军，加开府仪同三司。爰董荣戍，广命僚属，门有玳瑁之簪，庭蹑珠綦之履。雄儿抚剑，兆止莲花，交人荻藻，动成雪气。肃宗大渐，顾托受遗，丧君有君，清宫夜拜，乃至龙山作镇，俯瞰双流，虎落旁通，神□珍思，□营栉比，戍役相寻，筑逮能迩，咎难逃其选天。世祖武成皇帝践祚，除使持节、都督并州诸军事、并州刺史，余官昔如故。而王乃勉其耕桑，又能均其劳逸，朝夕思念，哀矜勿喜，虽复宣光寒食之请，细饮犬马之谒，其为官效，无以过也。二年，别封钜鹿郡开国公，食邑一千户，进领军将军。令命在□，实厅武府契问，夷险在诚，弥亮既而半驰，隍羯奔狐，杂种肉阗，下都矢及离殿，天兵雷动，舆羁□□往道，□□□□□□□剥□需而□也。
…三年，持使节都督青州诸军事、青州刺史…
…公五年还□□瀛洲□□□干□，除尚书令，武平元年，转录尚书事，三登礼阁。…
…三年，除□□□□□大司马…
…四年，…赐假黄钺，持使节并青瀛□定等五州诸军事、录尚书事、太师、太尉公、并州刺史…
…五年五月十二日，窆于邺城西北十五里。

武平六年八月…

## 影視
| 飾演高長恭的演員 | 劇名                     |
| 馮紹峰           | 《蘭陵王》2013年電視劇   |
| 陳奕             | 《蘭陵王妃》2016年電視劇 |

## 遊戲
- 手機遊戲《王者榮耀》《叫我官老爺》《花舞宮廷》《忘川風華錄》
- 《Fate/Grand Order》：由森奈奈子配音，職階為Saber，其御主為芥雛子(虞姬)。

## 延伸阅读
[在维基数据编辑]
 《北齊書·卷11》，出自李百药《北齊書》
 《北史·卷052》，出自李延壽《北史》
 在维基共享资源阅览影像
- 嚴昊. . 致知學術出版社. ISBN 9789865681968.

## 外部連結
| 前任： 高叡   | 北齐尚书令 564年—565年   | 繼任： 高孝琬 |
| 前任： 胡长仁 | 北齐尚书令 569年—570年   | 繼任： 和士开 |
| 前任： 高孝珩 | 北齐录尚书事 570年—571年 | 繼任： 和士开 |
| 前任： 徐显秀 | 北齐太尉 571年—572年     | 繼任： 卫菩萨 |
| 前任： 高俨   | 北齐大司马 572年—573年   | 繼任： 高孝珩 |
| 前任： 高俨   | 北齐太保 573年           | 繼任： 无     |